# ماساهيرو شينودا
ماساهيرو شينودا (باليابانية: 篠田正浩؛ بالكانا: しのだ まさひろ) هو كاتب سيناريو ومخرج ياباني، ولد في 9 مارس 1931 في غيفو في اليابان.

## الأفلام
| السنة | الفيلم | عمل في | عمل في        | عمل في | م.    |
| السنة | الفيلم | أخراج  | كتابة سيناريو | منتج   | م.    |
| ----- | ------ | ------ | ------------- | ------ | ----- |
| 1974  | هيميكو | نعم    | نعم           | لا     | [ 6 ] |

## وصلات خارجية
- ماساهيرو شينودا على موقع IMDb (الإنجليزية)
- ماساهيرو شينودا على موقع روتن توميتوز (الإنجليزية)
- ماساهيرو شينودا على موقع ألو سيني (الفرنسية)
- ماساهيرو شينودا على موقع أول موفي (الإنجليزية)
- ماساهيرو شينودا على موقع قاعدة بيانات الأفلام السويدية (السويدية)
- ماساهيرو شينودا على موقع قاعدة بيانات الفيلم (الإنجليزية)
- ماساهيرو شينودا على موقع كينوبويسك (الروسية)